# Conceição do Lago-Açu
Conceição do Lago-Açu est une municipalité brésilienne située dans l'État du Maranhão.